# Brenda Archer
Brenda Archer (ur. 17 września 1942 w Georgetown) – gujańska olimpijka, lekkoatletka, skoczkini wzwyż.
W roku 1960 zawodniczka brała udział w igrzyskach w Rzymie, zajmując 20. miejsce. Dwa lata później na Igrzyskach Ameryki Środkowej i Karaibów zdobyła złoty medal.